# شقيقة غير حقيقية (لسانيات)
الشقيقة غير الحقيقية أو المشترك اللفظي الكاذب (بالإنجليزية: False cognate)‏ في اللسانيات هو اللفظ الذي يشبه لفظا آخر في لغة أخرى وبينهما تشابه معنوي أو اشتراك لكن لا قرابة بينهما.

## أمثلة

### عربية
- أخ وأخ ах باللغة المغولية
- مرحبا ومار حوبا بالسريانية
- ذيل وتيل tail بالإنجليزية
- شريف وشريف sherrif بالإنجليزية
- متجانس و homogeneous بالإنجليزية
- ريش وريش riche بالفرنسية (الريش هنا بمعنى اللباس الفاخر والمال الخصب والمعاش)
- بكتمان وأن كتميني en catimini بالفرنسية
- مرء ومرد بالفارسية (مزدوج لفظي)
- تكلم وكلوما khuluma بالزولوية[2]
- الأرض و Aarde بالهولندية

### فارسية
- ابرو وأيبرو eyebrow بالإنجليزية بمعنى الحاجب

### فرنسية
- منجي manger ومنجن mangan بالجاوية بمعنى أكل